# Ya no
«Ya No»  es una canción originalmente interpretada y grabada en 1994 por la cantante estadounidense Selena, compuesta por AB Quintanilla III y el tecladista de Los Dinos Ricky Vela.
«Ya no» fue incluida en el álbum de estudio nominado al Grammy Amor prohibido. Es la única canción con estilo roquero en el disco, y fue acompañada con requintos en la guitarra eléctrica de Chris Perez.
Es una canción de despecho dedicada a un amor que fue infiel y de quien ya no quiere saber más. A pesar de no haber sido lanzada como sencillo, recibió una respuesta positiva por parte de la crítica; varios de ellos escribieron acerca de cómo «Ya no» fue la primera canción de estilo roquero en ser mezclado con Tejano.

## Versión de Dulce María
Ya no fue lanzada nuevamente en mayo de 2011 como segundo sencillo de la cantante mexicana Dulce María, de su álbum Extranjera, incluido en la segunda parte de Extranjera.
Su estreno en la radio fue el 2 de mayo de 2011 y fue lanzada en iTunes el 22 de mayo de 2011.
La nueva versión es una melodía que derrocha actitud y energía, es el canto de una mujer que cansada de los malos tratos de su pareja, aprende a soltar ese amor que le hace mal y le dice que se vaya, porque no tiene la necesidad de vivir con alguien que no la hace feliz. "Ya te me puedes ir, no hay más que discutir, ya no te quiero, ya no, ya no", recalca el coro de la canción.
Su estreno fue el 9 de noviembre en la presentación de su disco Extranjera en el lunario del Auditorio Nacional, en la radio fue el 15 de noviembre de 2010 y fue lanzada en iTunes el 22 de noviembre de 2010.

### Videoclip
Dulce María, grabó en el DF el videoclip del tema, utilizando 7 cambios de vestuario.
El 15 de enero Dulce María publicó es su canal de Youtube el preview del video, el cual muestra algunas escenas de lo que será su nuevo proyecto audiovisual.
El lanzamiento mundial del vídeo sería el 14 de febrero de 2011, sin embargo debido a al robo de su vídeo su lanzamiento fue el 10 de febrero en su página oficial de YouTube. El 7 de marzo fue subido a la cuenta oficial en VEVO, además, a partir de esta fecha, es posible la descarga del mismo a través de ITunes.

#### Charts Video
| \| Lista \| Mejor posición \| \| ------------------------------------------ \| -------------- \| \| Los 15 mejores Argentina[2] \| 9 \| \| Listas de fin de año \| \| \| Top 50: Los mejores videos del 2011(Norte) \| 32 \| \| Los 100 primeros del 2011 \| 38 \| |                |
| Lista | Mejor posición |
| Los 15 mejores Argentina | 9              |
| Listas de fin de año |                |
| Top 50: Los mejores videos del 2011(Norte) | 32             |
| Los 100 primeros del 2011 | 38             |

### Posicionamiento
| País               | Lista                         | Mejor posición |      |      |      |      |      |
| 2011               | 2011                          | 2011           | 2011 | 2011 | 2011 | 2011 | 2011 |
| ------------------ | ----------------------------- | -------------- | ---- | ---- | ---- | ---- | ---- |
| México             | México Top 5                  | 3              |      |      |      |      |      |
| Ecuador            | Ecuador Top 40                | 9              |      |      |      |      |      |
| Bolivia            | Bolivia Top 40                | 10             |      |      |      |      |      |
| Argentina          | Argentina Top 100             | 19             |      |      |      |      |      |
| Uruguay            | Uruguay Top 100               | 21             |      |      |      |      |      |
| Brasil             | Brasil Top 100                | 41             |      |      |      |      |      |
| Costa Rica         | Costa Rica Top 30             | 11             |      |      |      |      |      |
| Nicaragua          | Nicaragua Top 40              | 17             |      |      |      |      |      |
| Honduras           | Honduras Top 40               | 29             |      |      |      |      |      |
|                    | Top Latino                    | 10             |      |      |      |      |      |
|                    | Top Pop Latino                | 28             |      |      |      |      |      |
| Posiciones anuales |                               |                |      |      |      |      |      |
| Brasil             | Brasil Top 60 Latino 2011     | 52             |      |      |      |      |      |
| Costa Rica         | Costa Rica Top 100 2011       | 90             |      |      |      |      |      |
|                    | Ranking Anual Top Latino 2011 | 66             |      |      |      |      |      |

## Reediciones

### RemezclaSiempre Selena(1996)
"Ya No" fue remezclada en 1996 para el álbum póstumo Siempre Selena.

### Regrabación a dueto con la banda Santana (2012)
En 2012, lanzan un nuevo proyecto de duetos con Selena, en el que esta canción se escucha a dueto con la banda de Carlos Santana. Cabe destacar que en realidad Carlos Santana no participó como el requintista, sin embargo, envió a sus músicos para la colaboración.